# Brian Orser
Brian Ernest Orser, OC (Belleville, 18 dicembre 1961), è un ex pattinatore e allenatore di pattinaggio canadese.
È stato vincitore della medaglia d'argento alle Olimpiadi del 1984 e del 1988, campione del mondo nel 1987 e otto volte campione nazionale canadese (dal 1981 al 1988).
Nel 1988 si è ritirato dalle gare e ha pattinato per quasi vent'anni nei tour di Stars on Ice. Come allenatore ha guidato sia la sudcoreana Yuna Kim che il giapponese Yuzuru Hanyū a conquistare l'oro olimpico, rispettivamente nel 2010 la prima e nel 2014 e 2018 il secondo. Ha allenato anche il campione del mondo Javier Fernandez Lopez. È allenatore al Toronto Cricket, Skating and Curling Club, in Canada.

## Primi anni
Brian Orser è nato a Belleville, in Ontario, ed è cresciuto a Penetanguishene.
Orser ha vinto il suo primo titolo nazionale nella categoria junior nel 1977. La stagione successiva ha partecipato ai mondiali juniores, dove si è classificato quarto, subito dietro a Brian Boitano. Nel 1979 ha conquistato un secondo titolo nazionale a livello junior.

## Carriera agonistica senior

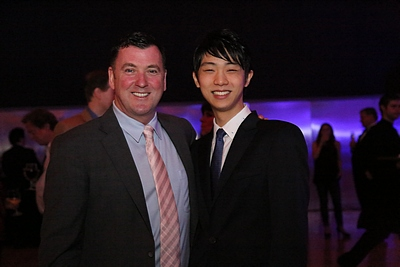
Brian Orser con Yuzuru Hanyū nel 2014.

Nel 1980 è passato nella categoria senior. Alla sua prima gara internazionale, la Vienna Cup, ha vinto il bronzo, e si è piazzato quarto ai Campionati canadesi di pattinaggio. Questa è stata l'ultima volta in cui in questa competizione è rimasto fuori dal podio.
Nella stagione 1980-1981 Orser ha vinto l'argento al Nebelhorn Trophy, si é piazzato sesto a Skate Canada International, e poi ha vinto il primo dei suoi otto titoli nazionali. Nel debutto al Campionato del mondo si è piazzato sesto. La stagione seguente ha vinto la sua prima medaglia a Skate Canada e ai mondiali ha ottenuto il quarto posto. Nel 1983 riesce a salire per la prima volta sul podio mondiale, conquistando la medaglia di bronzo.
Già quando gareggiava nella categoria junior, Orser era stato il secondo uomo ad atterrare un triplo Axel, salto che all'epoca solo pochi pattinatori avevano tentato. Negli anni successivi, il canadese ha atterrato questo salto sempre più frequentemente e con molta più facilità rispetto agli altri pattinatori. Alle Olimpiadi ha ottenuto la medaglia d'argento dietro Scott Hamilton, diventando anche il primo uomo ad atterrare un triplo Axel in una competizione olimpica. La sua stagione si è conclusa con l'argento mondiale, ancora alle spalle di Hamilton.
Partito da favorito nella stagione 1984-1985, dopo il ritiro di Hamilton dalle competizioni, al Campionato del mondo Orser ha vinto un altro argento dietro al russo Aleksandr Fadeev. Nel 1986 Orser ha vinto il terzo argento mondiale consecutivo, preceduto dallo statunitense Brian Boiano. Per superare i rivali, Orser ha iniziato a lavorare sull'aggiunta di un secondo triplo Axel nel suo programma: ai mondiali del 1987 è diventato il primo pattinatore capace di atterrare due tripli Axel in un programma libero e tre in una sola competizione. Il terzo posto nelle figure obbligatorie e il primo nelle altre due fasi di gara gli ha fatto ottenere il suo unico oro mondiale.
Alle Olimpiadi del 1984 Orser ha vinto una seconda medaglia d'argento, superato da rivale Brian Boitano. Le posizioni, Boitano primo e Orser secondo, sono state confermate al successivo Campionato del mondo, l'ultima gara della carriera agonistica di Orser.

## Carriera professionistica
Dopo il ritiro dalle competizioni, Orser ha partecipato al circuito professionistico, vincendo il bronzo al Campionato del mondo per professionisti nel 1988, nel 1990, nel 1992 e nel 1993. Ha anche partecipato ai tour di Stars on Ice per quasi vent'anni, fino al 2007.
Nel 2024 l'International Skating Union lo ha premiato con il Lifetime Achievement Award per quanto ha fatto come atleta, come pattinatore professionista e come allenatore.

## Carriera come allenatore

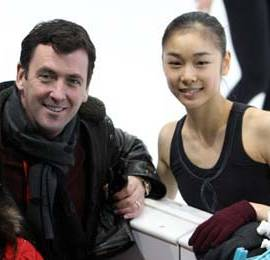
Brian Orser con Kim Yuna nel 2007.

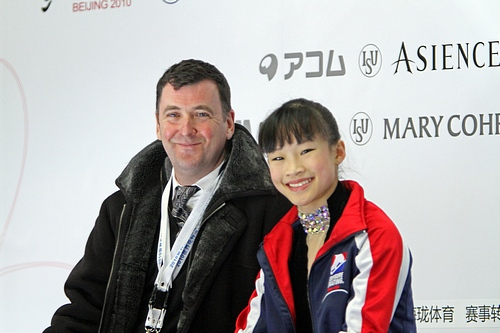
Orser con Christina Gao, nel 2010.

Nel 2006 Orser è diventato il principale allenatore di pattinaggio al Toronto Cricket Skating and Curling Club assieme a Tracy Wilson. Una delle loro prime decisioni è stata assumere David Wilson come coreografo.
L'elenco degli allievi di Orser comprende:
- Yuzuru Hanyū[7] - ha cominciato ad allenarsi con Orser nell'aprile del 2012,[8][9] vincendo le olimpiadi nel 2014 e nel 2018, i mondiali del 2014 e del 2017, quattro Finali del Grand Prix consecutive, dal 2013 al 2016 e ha completato la sua collezione di titoli vincendo nel 2020 il Campionato dei quattro continenti.
- Javier Fernández[10] - ha cominciato ad allenarsi al Cricket Club a metà del 2011,[11] vincendo i campionati mondiali nel 2015 e nel 2016 e diventando sette volte campione europeo, dal 2013 al 2019. Ha anche vinto la medaglia di bronzo alle Olimpiadi del 2018.
- Kim Yuna - dal marzo del 2007 all'agosto del 2010, allenata da Orser la pattinatrice ha vinto i mondiali del 2009 e l'oro olimpico nel 2010.[12]
- Cha Jun-hwan - allenato da Orser dal marzo del 2015[13] alla primavera del 2023.
- Jin Boyang - ha iniziato ad allenarsi con Orser nel 2022.[14]
- Alaine Chartrand - a partire dall'agosto del 2014[15]
- Gabrielle Daleman - dall'estate del 2015[16]
- Elizabet Tursynbaeva- dal 2013[17] fino alla primavera del 2018.
- Rika Kihira - da settembre 2021.[18]
- Joshi Helgesson - dal 2016[19]
- Stephen Gogolev - allenato da Brian Orser ha vinto il titolo nazionale canadese junior a 12 anni.[13]
- Fedor Andreev - Orser l'ha allenato a partire dal 2007. Nel 2010, Andreev è passato alla danza su ghiaccio.[15]
- Sean Carlow - si é allenato con Orser nel 2007 e nel 2008.[16]
- Christina Gao - dal 2009 al 2012. Nel 2009 ha vinto il bronzo alla Finale di Grand Prix Junior.
- Elene Gedevanishvili - Ha cominciato ad allenarsi con Orser a metà del 2011 ed è rimasta con lui fino all'estate del 2013, vincendo la medaglia di bronzo agli europei del 2012.[20][21]
- Rachel Kirkland / Eric Radford - Dal 2005 al 2009.[22]
- Kwak Min-jeong - da febbraio ad agosto nel 2010.[23]
- Sonia Lafuente - dall'ottobre del 2013 fino al 2014[24][25]
- Rylie McCulloch-Casarsa - dal 2006 al 2011[26]
- Nam Nguyen - dall'estate del 2012 all'estate del 2016, periodo durante il quale Nguyen ha vinto i mondiali junior del 2014.[27]
- Adam Rippon - dal dicembre del 2008 al marzo del 2010.[28]
- Roman Sadovsky - nella stagione 2016-2017.[29]
- Ekaterina Kurakova - dal 2018.[30]

## Vita privata
Orser è apertamente gay. È stato forzato a dichiarare la propria omosessualità nel novembre del 1998 a causa di una battaglia legale contro un suo ex-partner. Inizialmente, Orser temeva che ciò avrebbe rovinato la sua carriera, ma da allora ha ottenuto il sostegno sia del pubblico che di altri pattinatori. Dal 2008 ha una relazione con Rajesh Tiwari, direttore della Brian Orser Foundation.

## Risultati
| Evento                     | 1976-77 | 1977-78 | 1978-79 | 1979-80 | 1980-81 | 1981-82 | 1982-83 | 1983-84 | 1984-85 | 1985-86 | 1986-87 | 1987-88 |
| -------------------------- | ------- | ------- | ------- | ------- | ------- | ------- | ------- | ------- | ------- | ------- | ------- | ------- |
| Giochi olimpici invernali  |         |         |         |         |         |         |         | 2º      |         |         |         | 2º      |
| Campionati mondiali        |         |         |         |         | 6º      | 4º      | 3º      | 2º      | 2º      | 2º      | 1º      | 2º      |
| Skate Canada               |         |         |         |         | 6º      | 2º      | 2º      | 1º      | 1º      |         |         | 1º      |
| NHK Trophy                 |         |         |         |         |         |         |         |         | 2º      | 2º      |         |         |
| St.Ivel International      |         |         |         |         |         | 1º      | 1º      |         |         | 1º      |         |         |
| Nebelhorn Trophy           |         |         |         |         | 2º      |         |         |         |         |         |         |         |
| Vienna Cup                 |         |         |         | 3º      |         |         |         |         |         |         |         |         |
| St.Gervais                 |         |         |         |         | 1º      |         |         |         |         |         |         |         |
| Novarat                    |         |         |         |         |         |         |         |         |         |         | 1º      |         |
| Campionati mondiali junior |         | 4º      |         |         |         |         |         |         |         |         |         |         |
| Campionati canadesi        | 1ºE.    | 3ºJ.    | 1ºJ.    | 4º      | 1º      | 1º      | 1º      | 1º      | 1º      | 1º      | 1º      | 1º      |

Categorie: E: Esordienti; J: Junior